# Augusto de Saxe-Coburgo-Koháry
Augusto de Saxe-Coburgo-Koháry (em alemão: August Ludwig Viktor von Sachsen-Coburg-Koháry; Viena, 13 de junho de 1818 — Ebenthal, 26 de julho de 1881), foi um príncipe alemão de Saxe-Coburgo-Gota e Príncipe de Koháry de Csabrag e Szitnya, major-general do exército saxônico.

## Biografia

### Família e primeiros anos

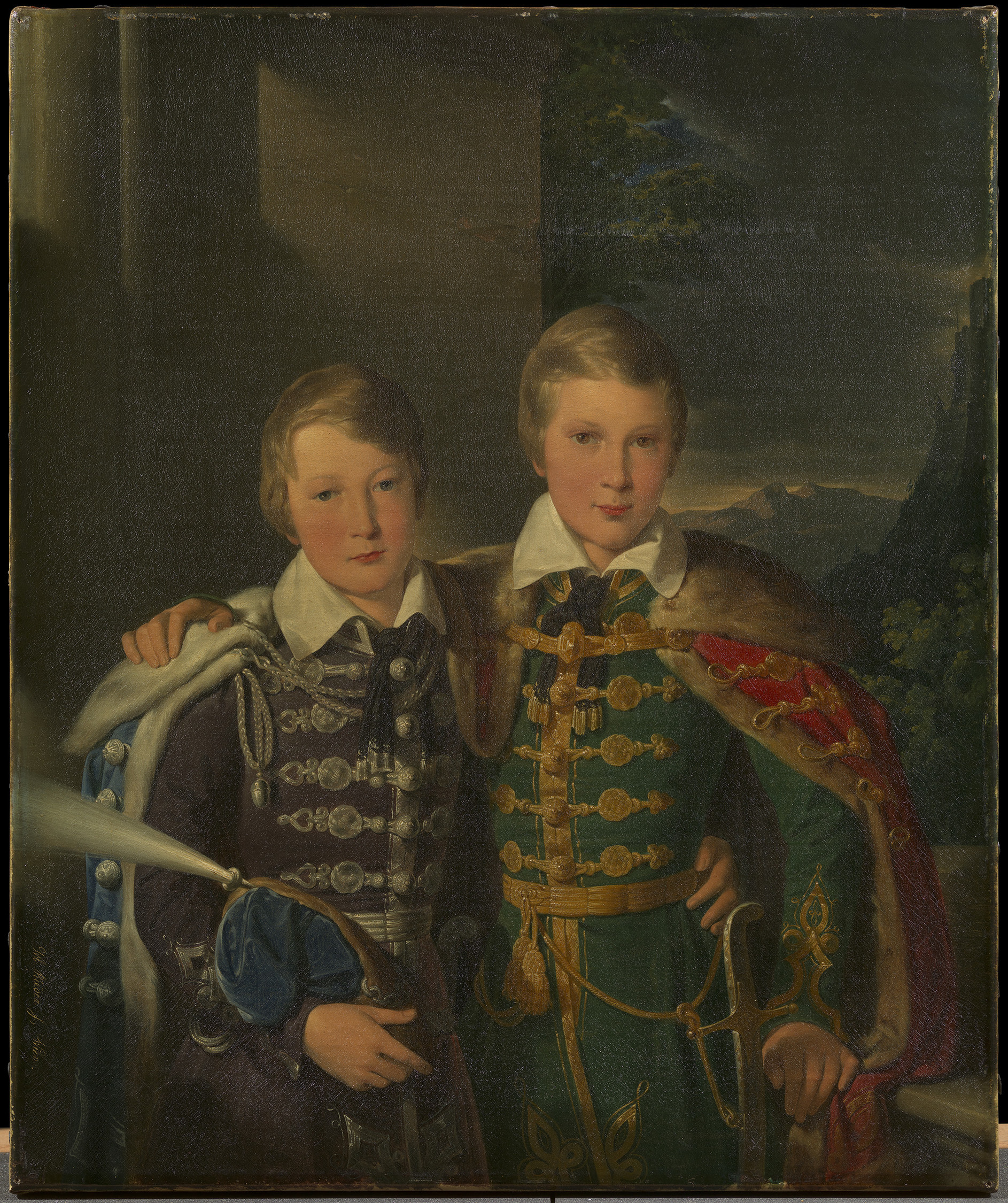
O príncipe Augusto e seu irmão mais velho, Fernando, enquanto crianças, em 1824.

Augusto era o segundo filho do príncipe Fernando de Saxe-Coburgo-Gota (1785-1851) e da abastada princesa húngara Maria Antônia de Koháry (1797-1862), herdeira das regiões de Csabrag e Szitnya, na atual Eslováquia. Tinha entre seus irmãos Fernando II, rei-consorte de Portugal e Vitória, duquesa de Nemours. Também era primo da rainha Vitória do Reino Unido e de seu marido, Alberto de Saxe-Coburgo-Gota, e sobrinho de Ernesto I de Saxe-Coburgo-Gota e do rei Leopoldo I da Bélgica.
Neto de Ferenc József, Príncipe de Koháry (1766-1826), último membro da família principesca de Koháry, Augusto foi o chefe da terceira maior fortuna do Império Austro-Húngaro. Entretanto, ele somente tornou-se herdeiro dos títulos e bens de seus pais quando seu irmão mais velho teve que renunciar aos seus direitos para casar-se com a rainha Maria II de Portugal.

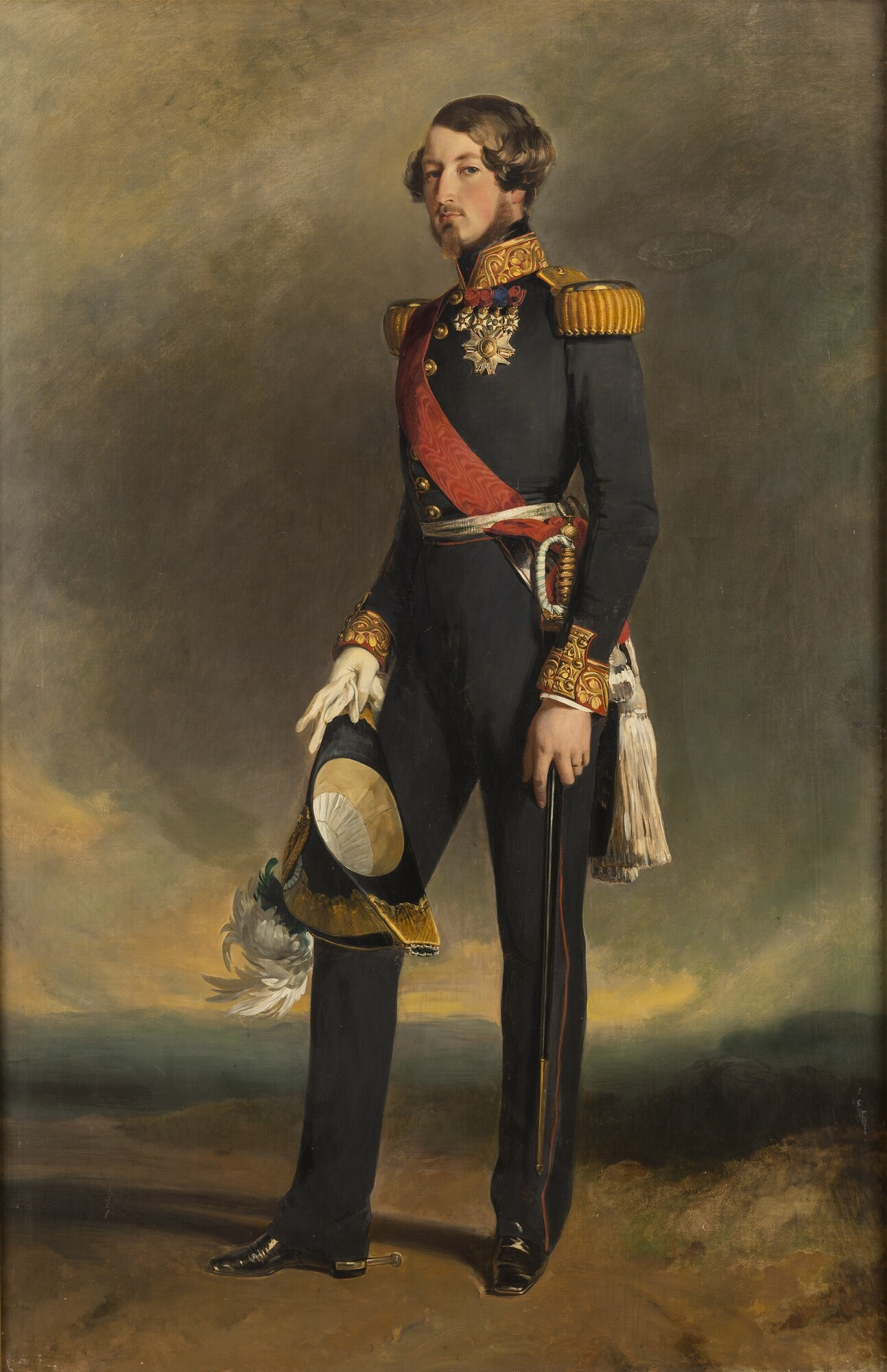
O príncipe Augusto em fardamento militar em 1845.

Em 1836, Augusto alistou-se no exército imperial austro-húngaro, onde alcançou rapidamente a patente de major. Embora o imperador Francisco José I o tivesse promovido a general de brigada em 1867, o papel militar do príncipe sempre foi simbólico e nunca chegou a exercer qualquer função de relevância no exército.

### Casamento

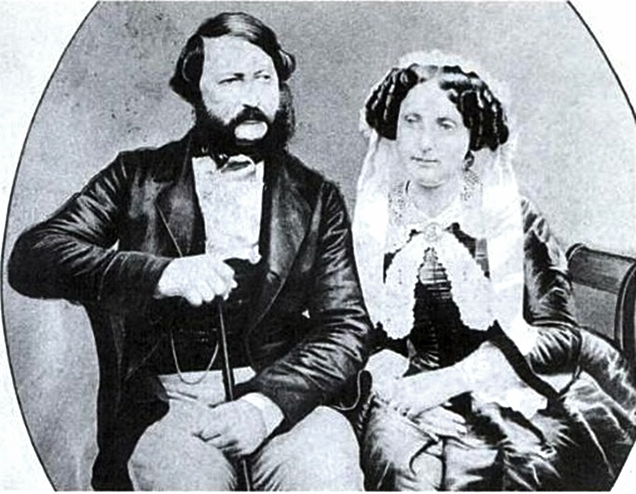
Augusto e sua esposa, a princesa Clementina de Orléans.

Em família, Augusto era considerado "simplório" e "fanfarrão" e seu noivado com a princesa Clementina de Orléans, filha do rei Luís Filipe I de França, era frequentemente alvo de julgamentos negativos por parte de seus familiares mais próximos. Porém, o príncipe era um belo homem e Clementina, cujas negociações de casamento com outros pretendentes malograram, apaixonou-se verdadeiramente por ele.
A cerimônia de casamento realizou-se no Castelo de Saint-Cloud em 20 de abril de 1843. O casamento do príncipe - que alguns, na Áustria-Hungria, recusavam-se a reconhecer como membro de uma família real, devido ao consórcio "desigual" de seus pais - com a filha de um rei, elevou consideravelmente sua posição em Viena. Ainda assim, as cortes austríaca e alemã não reconheciam nele o status de "Alteza Real", concedido por Luís Filipe I em 1844, mantendo o anterior tratamento de "Alteza Sereníssima".
Após as núpcias o casal viajou pela Europa, visitando Portugal, Bélgica, Inglaterra, Hungria e Coburgo, onde residiam seus pais. Como não desempenhasse nenhuma função oficial, o príncipe sentia-se entediado e solicitou, em 1846, autorização ao governo francês para acompanhar seu cunhado, Henrique de Orléans, duque de Aumale, em uma de suas campanhas na Argélia.

### Dificuldades financeiras
As Revoluções de 1848 na França e na Hungria colocaram Augusto e sua família em grandes dificuldades financeiras. Na França, o governo da república confiscou gradualmente todos os bens da antiga família real, enquanto na Hungria, o novo regime instituído por Lajos Kossuth privou a nobreza de grande parte de seus privilégios. Mais tarde, o esmagamento da revolução húngara pelos russos permitiu a Augusto recuperar suas propriedades, mas a Segunda República e o Segundo Império confirmaram a perda de seus bens franceses.

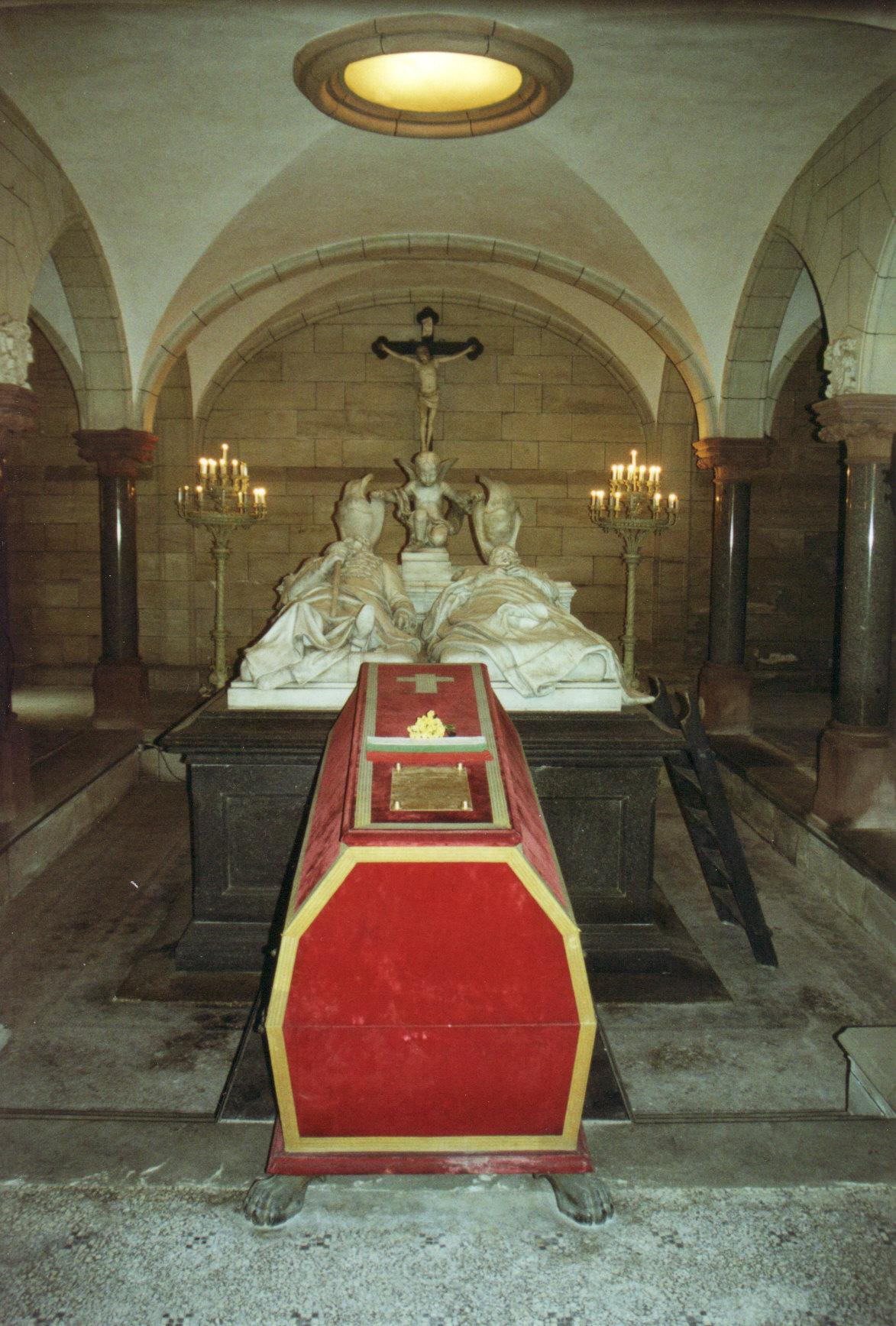
Túmulo do príncipe, em Coburgo.

### Chefe da Casa de Koháry
Em 1851, com a morte de seu pai, Augusto passou a exercer funções oficiais no Império Austro-Húngaro: assumiu uma cadeira na Câmara Alta da Hungria e tornou-se o principal responsável pela gestão das propriedades de sua família.
Os Saxe-Coburgo-Koháry, então, estabeleceram-se sucessivamente em Coburgo, Ebenthal (próximo a Viena) e, finalmente, no Palácio Coburgo, na capital imperial, em 1860. Em 1862, Augusto foi feito cavaleiro da Ordem do Tosão de Ouro.
Fascinado pela Ciência, o príncipe tornou-se um grande patrono da área e também foi responsável pela organização e classificação dos arquivos da Casa de Koháry. Tinha como passatempos a caça e a compra de obras de arte.

### Morte

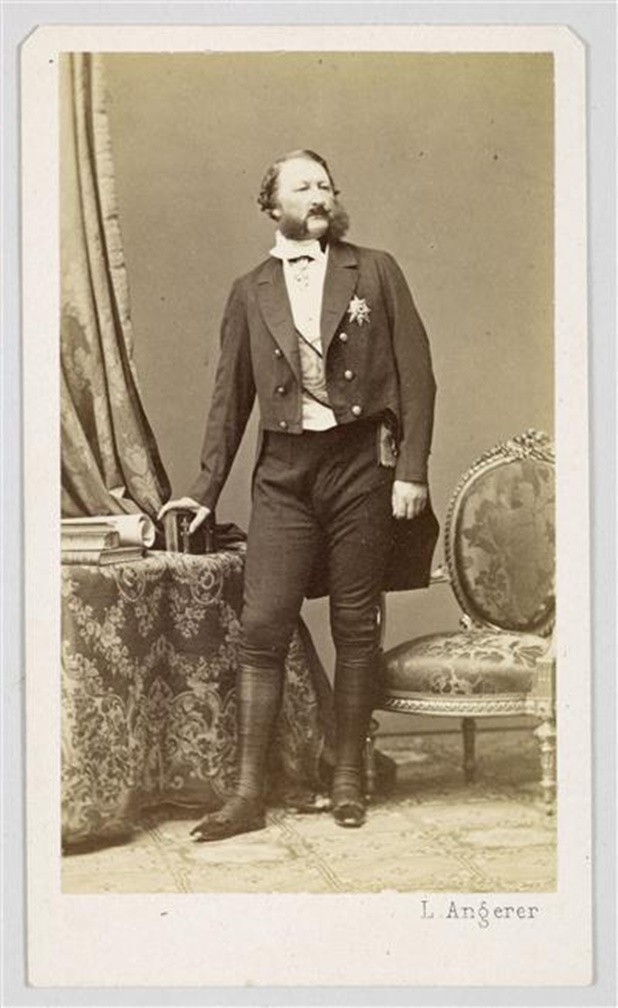
Auguste de Saxe-Cobourg-Gotha (1818-1881)

Augusto morreu de uma crise de bronquite em 26 de julho de 1881, aos 63 anos, no Castelo de Ebenthal. Seu corpo foi sepultado em 4 de agosto de 1881 na cripta da St. Augustinkirche, em Coburgo.

## Títulos, estilos e honras

### Títulos e estilos
- 13 de junho 1818 — 27 de junho de 1826: "Sua Alteza Sereníssima, o Príncipe Augusto de Saxe-Coburgo-Saalfeld, Duque da Saxônia"
- 27 de junho de 1826 — 2 de maio de 1844: "Sua Alteza Sereníssima, o Príncipe Augusto de Saxe-Coburgo-Gota, Príncipe de Koháry, Duque da Saxônia"
- 2 de maio de 1844 — 26 de julho de 1881: "Sua Alteza Real, o Príncipe Augusto de Saxe-Coburgo-Gota, Príncipe de Koháry, Duque da Saxônia"

### Honras
- Império Austríaco: Cavaleiro da Ordem do Tosão de Ouro, 1862[16]
- Bélgica: Grande Cordão da Real Ordem de Leopoldo, 1844[17]
- Império do Brasil: Grande Cruz da Ordem do Cruzeiro do Sul[18]
- Ducados ernestinos: Grande Cruz da Ordem da Casa Ernestina, fevereiro de 1836[19]
- Reino da França: Grande Cruz da Legião de Honra, maio de 1840[20]
- Ordem Soberana e Militar de Malta: Grande Cruz de Honra e Devoção
- Reino de Portugal: Grande Cruz da Ordem da Torre e Espada, 23 de abril de 1836[21]
- Reino da Saxônia: Cavaleiro da Ordem da Coroa de Ruta, 1848[22]

## Descendência
| Nome     | Foto | Nascimento              | Falecimento            | Notas |
| -------- | ---- | ----------------------- | ---------------------- | --- |
| Filipe   |      | 28 de março de 1844     | 3 de julho de 1921     | Casado com a princesa Luísa Maria da Bélgica, filha do rei Leopoldo II, com descendência. |
| Luís     |      | 9 de agosto de 1845     | 14 de setembro de 1907 | Casado com a princesa Leopoldina de Bragança, filha do imperador Pedro II do Brasil, com descendência. |
| Clotilde |      | 8 de julho de 1846      | 3 de junho de 1927     | Casada com o arquiduque José Carlos da Áustria, filho de José de Áustria-Toscana, palatino da Hungria, com descendência.                                                                                        |
| Amália   |      | 23 de outubro de 1848   | 6 de maio de 1894      | Casada com o duque Maximiliano Emanuel da Baviera, irmão mais novo da imperatriz Isabel da Áustria (a famosa Sissi), com descendência.                                                                          |
| Fernando |      | 24 de fevereiro de 1861 | 10 de setembro de 1948 | czar da Bulgária como Fernando I. Casado em primeiras núpcias com a princesa Maria Luísa de Bourbon-Parma, com descendência, e em segundas núpcias com a princesa Eleonora de Reuss-Köstritz, sem descendência. |

## Nota
- Este artigo foi inicialmente traduzido, total ou parcialmente, do artigo da Wikipédia em francês cujo título é «Auguste de Saxe-Cobourg-Kohary (1818-1881)», especificamente desta versão.